# Eudistoma hepaticum
Eudistoma hepaticum är en sjöpungsart som först beskrevs av Van Name 1921.  Eudistoma hepaticum ingår i släktet Eudistoma och familjen Polycitoridae. Inga underarter finns listade i Catalogue of Life.